# Athlétisme aux Jeux des petits États d'Europe 2013
Navigation
Liechtenstein 2011 Reykjavík 2015
Les épreuves d'athlétisme des 15e Jeux des petits États d'Europe se sont déroulés à Luxembourg au Stade Josy-Barthel, du 28 mai 2013 au 1er juin 2013. 149 athlètes de 9 nations adhérentes de la AASSE ont participé à 36 épreuves.

## Podiums

### Hommes
| Épreuve | Or                                                                                                | Argent | Bronze                                                                             |
| --- | ------------------------------------------------------------------------------------------------- | --- | ---------------------------------------------------------------------------------- |
| 100 m | Christos Chatziangelidis (CYP) 10 s 77                                                            | Michail Charalampous (CYP) 10 s 83                                                                         | Kolbeinn Hödur Gunnarsson (ISL) 10 s 84                                            |
| 200 m | Ivar Kristinn Jasonarson (ISL) 21 s 88                                                            | Christos Chatziangelidis (CYP) 21 s 89                                                                     | Kriton Kyriakidis (CYP) 22 s 11                                                    |
| 400 m | Kevin Arthur Moore (MLT) 47 s 53                                                                  | Ivar Kristinn Jasonarson (ISL) 48 s 05                                                                     | Kolbeinn Hödur Gunnarsson (ISL) 48 s 21                                            |
| 800 m | Amine Khadiri (CYP) 1 min 53 s 15                                                                 | Brice Etès (MON) 1 min 54 s 05                                                                             | Christophe Bestgen (LUX) 1 min 55 s 42                                             |
| 1 500 m | Amine Khadiri (CYP) 3 min 54 s 20                                                                 | David Karonei (LUX) 3 min 54 s 80                                                                          | Kais Adli (MON) 3 min 57 s 94                                                      |
| 5 000 m | Pol Mellina (LUX) 14 min 29 s 82                                                                  | Kari Steinn Karlsson (ISL) 14 min 33 s 41                                                                  | Marcos Sanza (AND) 14 min 38 s 38                                                  |
| 10 000 m | Marcos Sanza (AND) 30 min 17 s 47                                                                 | Pol Mellina (LUX) 30 min 26 s 46                                                                           | Kari Steinn Karlsson (ISL) 30 min 41 s 14                                          |
| 110 m haies | Milan Trajkovic (CYP) 14 s 03                                                                     | Claude Godart (LUX) 14 s 20                                                                                | Moïse Louisy-Louis (MON) 16 s 43                                                   |
| 400 m haies | Jacques Frisch (LUX) 52 s 28                                                                      | Aris Xoufaridis (CYP) 54 s 28                                                                              | Jamal Baaziz (MON) 58 s 08                                                         |
| 3 000 m steeple | Zouhair Ouredi (MON) 9 min 18 s 71                                                                | Pascal Groben (LUX) 9 min 21 s 74                                                                          | Josep Sansa (AND) 9 min 27 s 59                                                    |
| 4 × 100 m | Chypre Michail Charalampous Christos Chatziangelidis Vasilis Polykarpou Filippos Spastris 41 s 71 | Islande Kristinn Torfason Kolbeinn Hödur Gunnarsson Ivar Kristinn Jasonarson Thorsteinn Ingvarsson 41 s 91 | Malte Luke Bezzina Steve Camilleri Rachid Chouhal Andy Grech 41 s 98               |
| 4 × 400 m | Chypre Kyriakos Antoniou Georgios Avraam Kriton Kyriakidis Riginos Menelaou 3 min 13 s 55         | Luxembourg Jacques Frisch Vincent Karger Bob Lallemang Tom Scholer 3 min 14 s 45                           | Malte Neil Brimmer Steve Camilleri Matthew Croker Kevin Arthur Moore 3 min 18 s 39 |
| Saut en hauteur | Vasilios Konstantinou (CYP) 2,12 m                                                                | Eugenio Rossi (SMR) 2,06 m                                                                                 | Kevin Rutare (LUX) 2,06 m                                                          |
| Saut à la perche | Nikandros Stylianou (CYP) 5,15 m                                                                  | Sebastien Hoffelt (LUX) 5,00 m                                                                             | Mark Johnson (ISL) 4,90 m                                                          |
| Saut en longueur | Christodoulos Theofilou (CYP) 7,28 m                                                              | Kristinn Torfason (ISL) 7,27 m                                                                             | Thorsteinn Ingvarsson (ISL) 7,14 m                                                 |
| Triple saut | Panagiotis Volou (CYP) 15,93 m                                                                    | Zacharias Arnos (CYP) 15,53 m                                                                              | Andy Grech (MLT) 15,05 m                                                           |
| Lancer du poids | Danijel Furtula (MNE) 18,43 m                                                                     | Óðinn Björn Þorsteinsson (ISL) 18,22 m                                                                     | Bob Bertemes (LUX) 17,65 m                                                         |
| Lancer du disque | Danijel Furtula (MNE) 62,83 m CR                                                                  | Apostolos Parellis (CYP) 59,11 m                                                                           | Sven Forster (LUX) 50,30 m                                                         |
| Lancer du javelot | Gudmundur Sverrisson (ISL) 74,38 m                                                                | Örn Davidsson (ISL) 69,34 m                                                                                | Antoine Wagner (LUX) 67,83 m                                                       |
| Records et Performances - AR : Record continental (area record) - CR : Record des championnats (championship record) - MR : Record du meeting (meet record) - NR : Record national (national record) - OR : Record olympique (olympic record) - PR : Record paralympique (paralympic record) - PB : Record personnel (personal best) - SB : Meilleure performance personnelle de la saison (season's best) - WL : Meilleure performance mondiale de l'année (world leader) - WJR : Record du monde junior (world junior record) - WR : Record du monde (world record) Circonstances et Conditions - DNF : N'a pas terminé (did not finish) - DNS : N'a pas pris le départ (did not start) - DQ : Disqualification (disqualification) - NM : Aucun essai valable enregistré (No Mark) - Q : Qualifié « directement » au prochain tour (ou à la prochaine compétition), lors d'une compétition majeure, grâce au classement ou à la réalisation des minima (automatic qualifier) - q : Qualifié au prochain tour (ou à la prochaine compétition), lors d'une compétition majeure, grâce au repêchage ou à la réalisation de l'une des meilleures performances parmi celles des « non qualifiés directement » (grâce au meilleur temps ou à la meilleure distance par exemple) (secondary qualifier) |                                                                                                   | |                                                                                    |

### Femmes
| Épreuve | Or | Argent | Bronze                                                                            |
| --- | --- | --- | --------------------------------------------------------------------------------- |
| 100 m | Ramóna Papaïoánnou (CYP) 11 s 57                                                                                  | Tiffany Tshilumba (LUX) 11 s 99                                                                                        | Hafdis Sigurdardottir (ISL) 12 s 00                                               |
| 200 m | Ramóna Papaïoánnou (CYP) 23 s 40                                                                                  | Hafdis Sigurdardottir (ISL) 23 s 82                                                                                    | Dimitra Kyriakidou (CYP) 24 s 37                                                  |
| 400 m | Aníta Hinriksdóttir (ISL) 54 s 29                                                                                 | Charline Mathias (LUX) 54 s 93                                                                                         | Kalliopi Kountouri (CYP) 56 s 46                                                  |
| 800 m | Aníta Hinriksdóttir (ISL) 2 min 04 s 60                                                                           | Charline Mathias (LUX) 2 min 05 s 80                                                                                   | Martine Nobili (LUX) 2 min 06 s 57                                                |
| 1 500 m | Martine Nobili (LUX) 4 min 27 s 08                                                                                | Natalia Evangelidou (CYP) 4 min 27 s 27                                                                                | Jenny Gloden (LUX) 4 min 58 s 54                                                  |
| 5 000 m | Slađana Perunović (MNE) 16 min 53 s 20                                                                            | Elpida Christodoulidou (CYP) 17 min 36 s 07                                                                            | Giselle Camilleri (MLT) 17 min 39 s 44                                            |
| 10 000 m | Slađana Perunović (MNE) 35 min 21 s 21                                                                            | Pascale Schmoetten (LUX) 37 min 04 s 37                                                                                | Giselle Camilleri (MLT) 37 min 24 s 22                                            |
| 100 m haies | Natalia Christofi (CYP) 14 s 32                                                                                   | Fjola Signy Hannesdóttir (ISL) 14 s 41                                                                                 | Barbara Rustignoli (SMR) 14 s 84                                                  |
| 400 m haies | Kim Reuland (LUX) 59 s 80                                                                                         | Stefanía Valdimarsdóttir (ISL) 1 min 00 s 86                                                                           | Fjola Signy Hannesdóttir (ISL) 1 min 02 s 26                                      |
| 4 × 100 m | Chypre Paraskevi Andreou Dimitra Kyriakidou Nikoletta Nikolettou Ramóna Papaïoánnou 46 s 02                       | Islande Hrafnhild Eir Hermodsdottir Maria Run Gunnlaugsdóttir Hafdis Sigurdardottir Sveinbjorg Zophoniasdottir 46 s 43 | Luxembourg Analis Bauer Laurence Jones Shanilla Mutumba Tiffany Tshilumba 46 s 98 |
| 4 × 400 m | Islande Fjola Signy Hannesdóttir Aníta Hinriksdóttir Hafdis Sigurdardottir Stefanía Valdimarsdóttir 3 min 40 s 97 | Luxembourg Frédérique Hansen Laurence Jones Charline Mathias Kim Reuland 3 min 44 s 38                                 | Malte Francesca Borg Nicole Gatt Janet Richard Lara Scerri 3 min 54 s 97          |
| Saut en hauteur | Marija Vuković (MNE) 1,77 m                                                                                       | Elodie Tshilumba (LUX) 1,74 m                                                                                          | Stefani Razi (CYP) 1,71 m                                                         |
| Saut à la perche | Gina Reuland (LUX) 4,00 m                                                                                         | Edna Mari Semedo Monteiro (LUX) Maria Aristotelous (CYP) 3,60 m                                                        | Pas d'autre médaille attribuée                                                    |
| Saut en longueur | Nektaria Panayi (CYP) 6,07 m                                                                                      | Hafdis Sigurdardottir (ISL) 6,06 m                                                                                     | Eleftheria Christofi (CYP) 5,96 m                                                 |
| Triple saut | Eleftheria Christofi (CYP) 13,20 m                                                                                | Rebecca Sare (MLT) 12,08 m                                                                                             | Malory Malgherini (MON) 11,40 m                                                   |
| Lancer du poids | Florentia Kappa (CYP) 15,36 m                                                                                     | Stéphanie Krumlovsky (LUX) 12,97 m                                                                                     | Sveinbjorg Zophoniasdottir (ISL) 12,49 m                                          |
| Lancer du javelot | Ásdís Hjálmsdóttir (ISL) 56,15 m                                                                                  | Inga Stasiulionytė (MON) 46,83 m                                                                                       | Maria Run Gunnlaugsdóttir (ISL) 46,44 m                                           |
| Records et Performances - AR : Record continental (area record) - CR : Record des championnats (championship record) - MR : Record du meeting (meet record) - NR : Record national (national record) - OR : Record olympique (olympic record) - PR : Record paralympique (paralympic record) - PB : Record personnel (personal best) - SB : Meilleure performance personnelle de la saison (season's best) - WL : Meilleure performance mondiale de l'année (world leader) - WJR : Record du monde junior (world junior record) - WR : Record du monde (world record) Circonstances et Conditions - DNF : N'a pas terminé (did not finish) - DNS : N'a pas pris le départ (did not start) - DQ : Disqualification (disqualification) - NM : Aucun essai valable enregistré (No Mark) - Q : Qualifié « directement » au prochain tour (ou à la prochaine compétition), lors d'une compétition majeure, grâce au classement ou à la réalisation des minima (automatic qualifier) - q : Qualifié au prochain tour (ou à la prochaine compétition), lors d'une compétition majeure, grâce au repêchage ou à la réalisation de l'une des meilleures performances parmi celles des « non qualifiés directement » (grâce au meilleur temps ou à la meilleure distance par exemple) (secondary qualifier) | | |                                                                                   |

## Tableau des médailles
| Rang  | Nation      | Or | Argent | Bronze | Total |
| ----- | ----------- | -- | ------ | ------ | ----- |
| 1     | Chypre      | 17 | 8      | 5      | 30    |
| 2     | Islande     | 6  | 10     | 9      | 25    |
| 3     | Luxembourg  | 5  | 14     | 8      | 27    |
| 4     | Monténégro  | 5  | 0      | 0      | 5     |
| 5     | Malte       | 1  | 2      | 5      | 8     |
| 6     | Monaco      | 1  | 2      | 4      | 7     |
| 7     | Andorre     | 1  | 0      | 2      | 3     |
| 8     | Saint-Marin | 0  | 1      | 2      | 3     |
| Total | Total       | 36 | 37     | 35     | 108   |

## Source
- (en) Cet article est partiellement ou en totalité issu de l’article de Wikipédia en anglais intitulé « Athletics at the 2013 Games of the Small States of Europe » (voir la liste des auteurs).